# Sokobanja
Sokobanja (cyr. Сокобања) – miasto w Serbii, w okręgu zajeczarskim, siedziba gminy Sokobanja. W 2011 roku liczyło 7982 mieszkańców.